# Tramaforda wooli
Tramaforda wooli är en insektsart. Tramaforda wooli ingår i släktet Tramaforda och familjen långrörsbladlöss. Inga underarter finns listade i Catalogue of Life.